# Doverlândia
Doverlândia es un municipio brasileño del estado de Goiás. La población total del municipio era de 8.558 habitantes, de acuerdo con el censo demográfico del IBGE (2000) y la estimación de 2006 fue de 7.892 habitantes mostrando un decrecimiento de la población. Su área es de 3.208 km² representando el 0.9432% del Estado, 0.2004% de la región y 0.0378% de todo el territorio brasileño. La población urbana constituye el 62,27% del total y la población rural en 37,73%.